# Tropiorhynchus orientis
Tropiorhynchus orientis is een keversoort uit de familie bladsprietkevers (Scarabaeidae). De wetenschappelijke naam van de soort is voor het eerst geldig gepubliceerd in 1838 door Newman.